# Karel Hašler
Pour les articles homonymes, voir Hasler (homonymie).
Karel Hašler (né le 31 octobre 1879 à Prague (Autriche-Hongrie) et mort le 22 décembre 1941  au camp de Mauthausen sous le Troisième Reich) est un acteur, un metteur en scène, un réalisateur, un auteur-compositeur-interprète, un chansonnier, un écrivain et un compositeur tchèque.

## Biographie

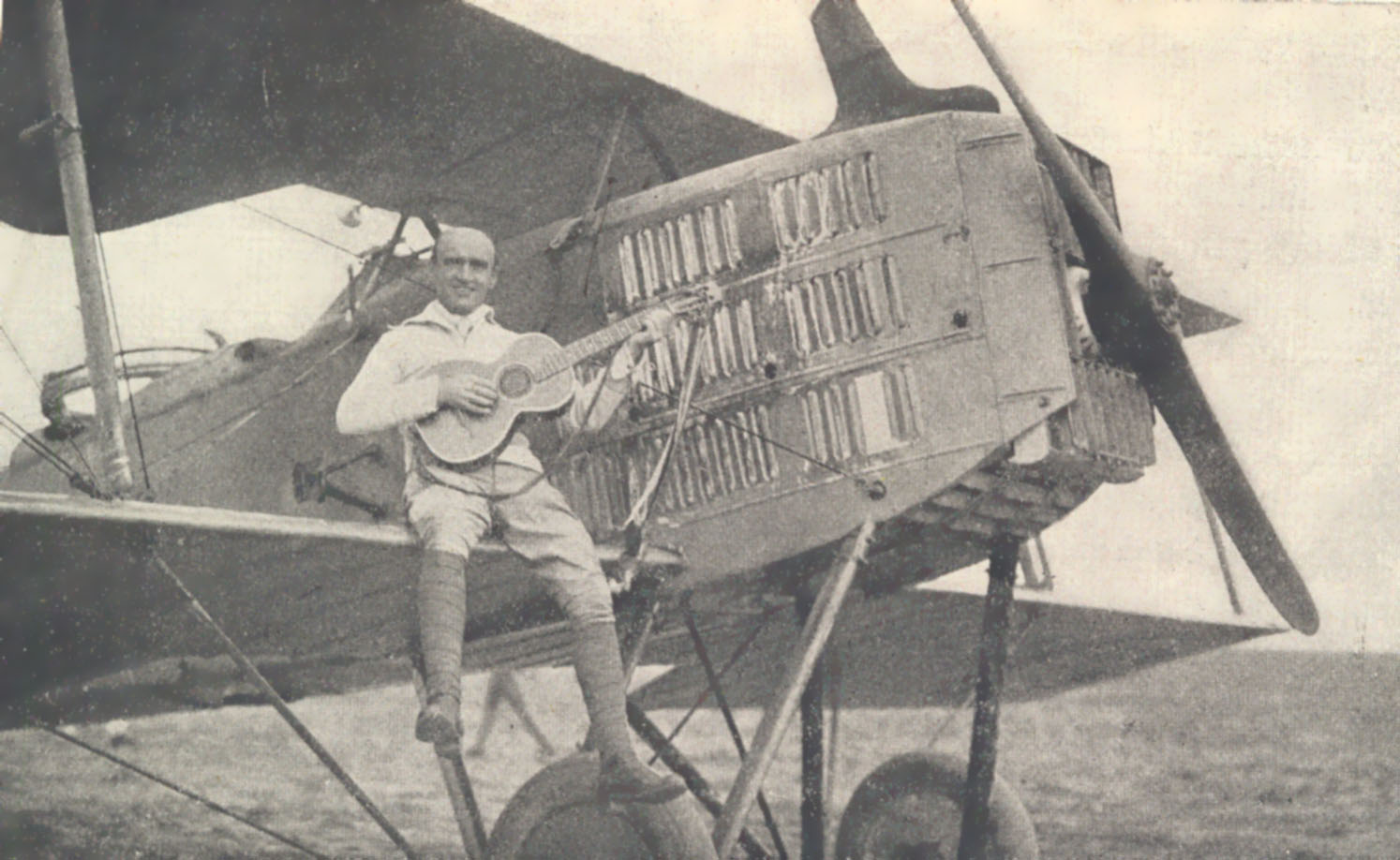
Karel Hašler en 1914

Alors qu'il était destiné à fabriquer des gants, Karel Hašler se montrait intéressé par le théâtre et jouait de temps en temps dans quelques troupes. En 1897, après ses débuts au Théâtre Aréna, il s'enfuit de chez lui et se joignit à différentes compagnies théâtrales itinérantes. En 1902, devenu un membre du théâtre slovène à Ljubljana, il partit pour Prague où il intégra le Théâtre national, où, en plus de ses rôles, il s'essayait au chant. Vers 1908, il composa ses propres musiques et commença à se produire dans des cabarets, avant d'en diriger quelques-uns : le Lucerna (1910–1915, 1918–1923), le Rokoko (1915–1918) et le Théâtre Karlín (1924–1929). Il dirigea aussi en Tchécoslovaquie une maison de disques, la Gramophone Company
En 1908, il épousa l'une des sœurs du compositeur Rudolf Friml.
Pendant la Première Guerre mondiale, il commença à apparaître dans des films muets, aussi bien en tant qu'acteur que scénariste ou réalisateur. Parmi ses rôles qui eurent le plus de succès, on peut citer celui d'Uher dans Le Bataillon de Přemysl Pražský ou celui de l'organiste dans L'Organiste de la cathédrale Saint-Guy de Martin Frič. L'arrivée du cinéma parlant lui permit de montrer ses talents de chanteur. Dans son premier film parlant (Le Chansonnier (Písničkář) de Svatopluk Innemann), il chanta des chants patriotiques telles que Svoboda (Liberté) ou Ta naše písnička česká (Notre Chanson tchèque). Dans son dernier film, sorti en 1942, il jouait son propre rôle dans un film réalisé par son fils, Gina Hašler. C'est pendant le tournage de Městečko na dlani, en 1941, qu'il fut arrêté par la Gestapo à cause de ses chants patriotiques et envoyé au camp de Mauthausen où il trouva la mort.

## Postérité
- Il fut aussi l'un des fondateurs de l'Union de protection des auteurs (OSA)[5],[6]
- Il a donné son nom à un bonbon contre la toux[7], le Haslerky[8],[9].

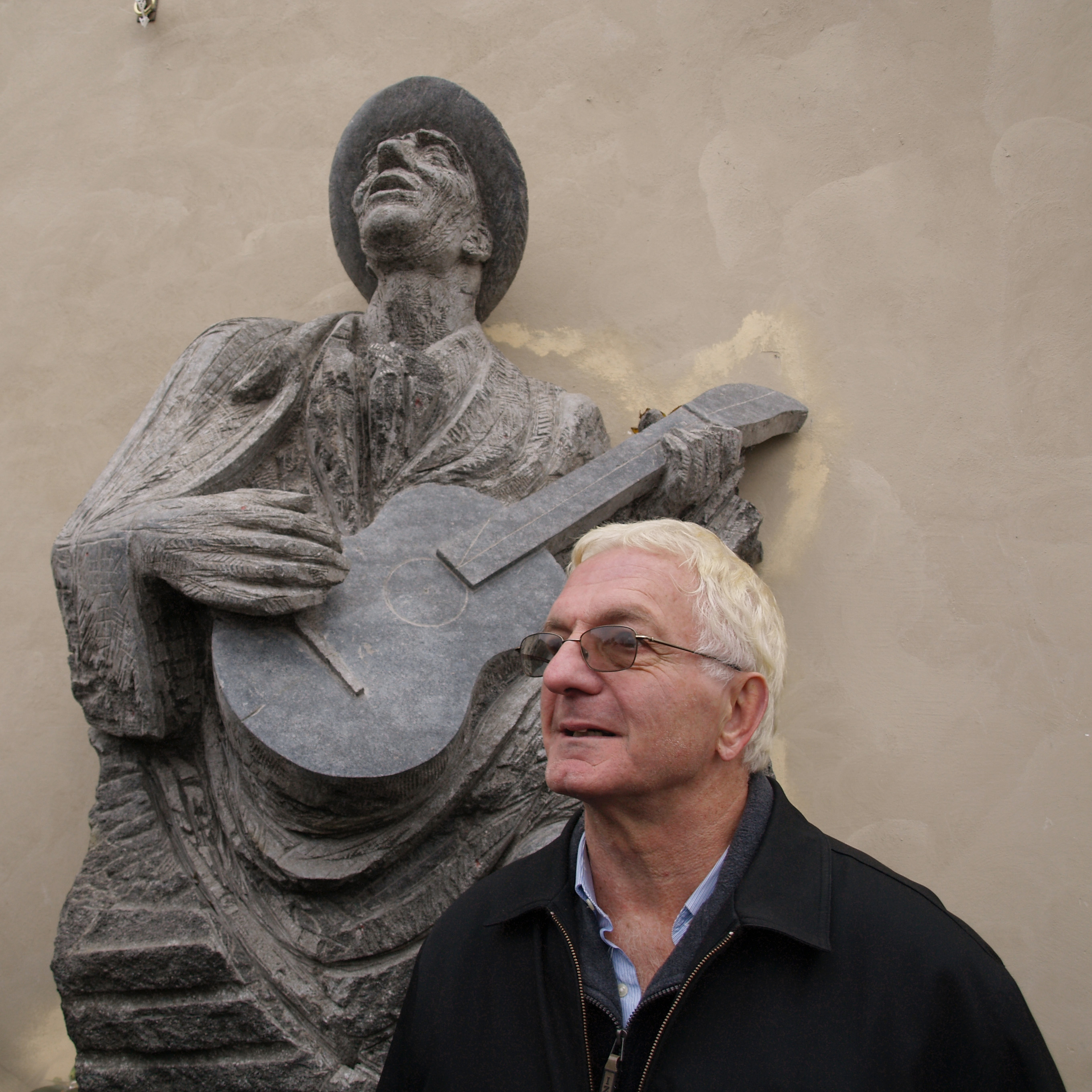
Thomas Hasler devant une statue représentant son père.

- Marek Jícha et Josef Lustig réalisèrent un documentaire (Písničkář, který nezemřel, La Ballade immortelle de Prague) sur le fils illégitime de Karel Hašler, Thomas Hasler[10]

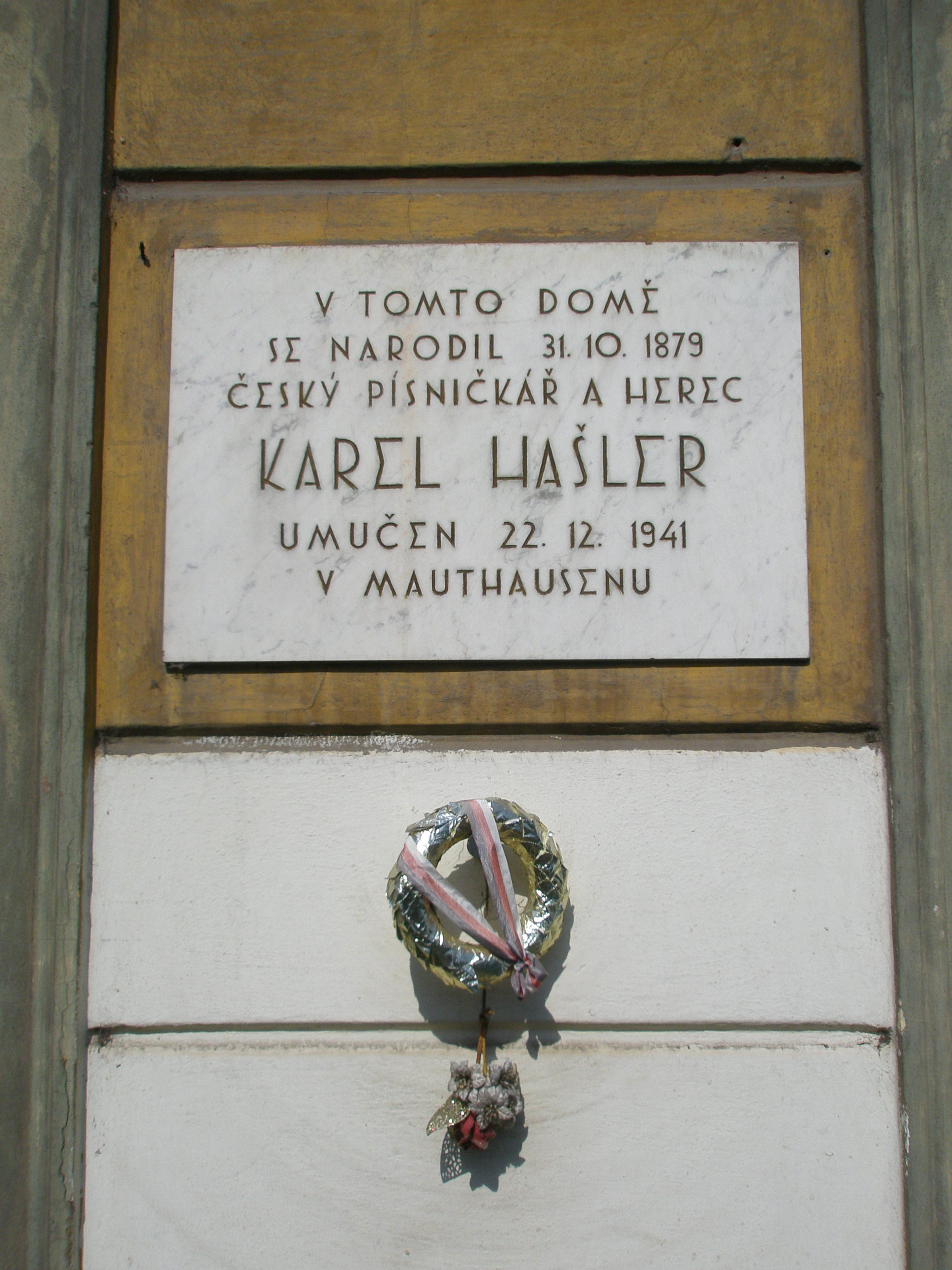
Plaque commémorative.

## Filmographie partielle
- 1927 : Le Bataillon de Přemysl Pražský
- 1929 : L'Organiste de la cathédrale Saint-Guy de Martin Frič
- 1932 : Le Chansonnier (Písničkář) de Svatopluk Innemann et Rudolf Myzet

## Crédit d'auteurs
- (en) Cet article est partiellement ou en totalité issu de l’article de Wikipédia en anglais intitulé « Karel Hašler » (voir la liste des auteurs).